# Шторм (фильм, 2005)
«Шторм» (швед. Storm) — шведский фантастический триллер 2005 года. Рассчитан на зрительскую аудиторию «16+».

## Сюжет
У журналиста по имени Донни столичная жизнь текла как по маслу. В один самый обыкновенный день по странным обстоятельствам главный герой знакомится с девушкой, которую кто-то или что-то преследуют. Всё это происходит при надвигающемся шторме.

## Актёры
- Эрик Эриксон — Донни Дэвидсон
- Эва Рёзе — Лова
- Йонас Карлссон — человек в черном костюме
- Лина Инглунд — помощница
- Питер Энгман — таксист
- Карл Норрхэлл — Йеппон
- Жаклин Рамел — Малин
- Матиас Варела — Кнуген
- Юэль Киннаман — бармен
- Пер Рагнар — полицейский
- Катя Винтер — девушка в баре
- и другие

## Слоган
«You may have forgotten your past, but it hasn't forgotten you...»